# Софтбол на летних Азиатских играх 1994
Соревнования по софтболу на летних Азиатских играх 1994 проходили с 3 по 7 октября с участием 4 женских сборных команд.
Чемпионами Игр стала (во 2-й раз в своей истории и 2-й раз подряд) сборная Китая, серебряные медали выиграла сборная Японии, бронзовые медали завоевала сборная Китайского Тайбэя (Тайваня).

## Медалисты
|         | Золото | Серебро | Бронза           |
| ------- | ------ | ------- | ---------------- |
| Женщины | Китай  | Япония  | Китайский Тайбэй |

## Формат соревнований
Команды в одной группе играют между собой по круговой системе в два круга.

## Результаты соревнований

### Групповой этап
|    | Команда          | A1       | A2       | A3       | A4      | В | П | Место |
| -- | ---------------- | -------- | -------- | -------- | ------- | - | - | ----- |
| A1 | Китай            | *        | 3:0 6:1  | 10:0 6:0 | 2:0 3:4 | 5 | 1 | 1     |
| A2 | Китайский Тайбэй | 0:3 1:6  | *        | 3:0 10:0 | 4:0 2:3 | 3 | 3 | 3     |
| A3 | Республика Корея | 0:10 0:6 | 0:3 0:10 | *        | 0:5 0:6 | 0 | 6 | 4     |
| A4 | Япония           | 0:2 4:3  | 0:4 3:2  | 5:0 6:0  | *       | 4 | 2 | 2     |

### Итоговая классификация
| Место | Команда          | И | В | П |
| ----- | ---------------- | - | - | - |
| 1     | Китай            | 6 | 5 | 1 |
| 2     | Япония           | 6 | 4 | 2 |
| 3     | Китайский Тайбэй | 6 | 3 | 3 |
| 4     | Республика Корея | 6 | 0 | 6 |